# هي بينغ
هي بينغ (بالصينية: 何平) (و. 1957  م) هو مخرج أفلام، وكاتب سيناريو صيني، ولد في تاي يوان.

## وصلات خارجية
- هي بينغ على موقع IMDb (الإنجليزية)
- هي بينغ على موقع ألو سيني (الفرنسية)
- هي بينغ على موقع أول موفي (الإنجليزية)
- هي بينغ على موقع قاعدة بيانات الفيلم (الإنجليزية)
- هي بينغ على موقع كينوبويسك (الروسية)